# Protanopia

Espectre de color d'una persona amb protanopia

La protanopia (també anomenada protanòpsia o dicromàcia vermella) és una condició genètica associada al daltonisme que consisteix en l'absència de les cèl·lules fotoreceptores de la retina que fan possible la percepció del color vermell. Els que la pateixen solen veure el color vermell en gammes de beix i el color verd en tonalitats vermelloses. Les persones que pateixen de protanopia presenten carència o baixa sensibilitat a la llum per percebre correctament el color vermell. Aquesta condició passa per la inactivitat dels protocons, les cèl·lules sensibles a la part vermella de l'espectre visible. És un tipus de dicromatisme.

## Com s'hereta?
Els tipus més comuns de daltonisme són genètics, és a dir, es transmeten de pares a fills. El daltonisme en si és causat per un gen recessiu lligat al cromosoma X, motiu pel qual els homes tenen més probabilitats d'estar afectats que les dones. Això es deu al fet que els homes només tenen un cromosoma X i, per tant, només necessiten un canvi genètic perquè es produeixi la malaltia. Les dones, però, tenen dos cromosomes X i, per tant, necessitarien dos canvis genètics per tenir la malaltia, cosa per la que hi ha poca probabilitat que passi. Si una dona només té un cromosoma X afectat, serà portadora de la malaltia.
La protanopia és hereditària i lligada al sexe i afecta predominantment els homes. Els gens OPN1LW i OPN1MW resideixen en un clúster amb una configuració de cap a cua al cromosoma X a la secció Xq28. Per tant, els defectes de visió del color vermell-verd s'hereten en un patró recessiu lligat al cromosoma X. La protanopia afecta aproximadament el 8% dels homes i el 0,5% de les dones a tot el món, essent el tipus més comú.
Si el tipus de daltonisme és genètic, la visió de la persona del color no millorarà ni empitjorarà amb el temps. També es pot patir daltonisme més endavant si es desenvolupa una malaltia o una lesió que afecti els ulls o el cervell.

## A quins colors afecta?
Quan mirem un objecte, els colors que percebem varien segons la intensitat i el tipus de llum. Les cèl·lules fotoreceptores, cons i bastons, són les responsables que distingim correctament els colors, ja que elles reaccionen segons la llum que entra a la retina. Dins dels cons dels ulls hi ha certes substàncies, anomenades fotopigments, que detecten diferents longituds d'ona de la llum. Els cons de longitud d'ona curta (cons S) perceben el blau, els cons de longitud d'ona mitjana (cons M) perceben el verd i els cons de longitud d'ona llarga (cons L) perceben el vermell. Quan els cons L falten o no funcionen, això provoca un tipus de deficiència de color vermell-verd coneguda com a protanopia. Quan els cons L estan presents però no funcionen correctament, també se li dona el nom de protoanomàlia. Com a resultat, els ulls perceben el vermell com a més verd. En canvi, quan els cons L falten per complet, s'anomena protanopia com a tal.

## Test de protanopia
L'especialista mèdic Shinobu Ishihara va crear el “Test de Percepció del Color” també conegut com Les Cartes d'Ishihara. Amb aquest senzill examen visual es pot detectar de manera immediata si una persona pateix algun tipus de daltonisme. El test és tan senzill de fer que se segueix utilitzant actualment. La prova consisteix a mostrar al pacient una sèrie de làmines que mostren lunars de diferents colors que formen números i línies. La imatge que s'observa a cada làmina només pot ser visible de manera correcta per les persones que són capaces de distingir tots els colors. En cas contrari, el metge pot detectar que la persona pateix determinats tipus de daltonisme. El tipus de daltonisme que tens determina què pots veure i què no pots veure a les plaques.
Tot i que la majoria dels oftalmòlegs poden oferir proves de daltonisme, hi ha un bon grapat d'empreses importants que s'especialitzen a oferir proves gratuïtes de visió del color en línia. EnChroma, una de les empreses líders en la producció de tecnologia per a persones amb daltonisme, disposa d'una prova de daltonisme disponible al seu lloc web. La prova triga menys de 2 minuts a realitzar-se i permet saber si el daltonisme d'una persona és lleu, moderat o greu.

## Tractament
La protanopia és una condició que no té un tractament definitiu fins ara. Les persones que pateixen protanopia poden fer ús d'ulleres o lents de contacte especials per ajudar-los a identificar un to semblant al color vermell en funció que pugui distingir-lo dels altres colors del camp visual i així poder tenir una millor qualitat de vida.
Per exemple, les ulleres EnChroma s'han comercialitzat com una manera de millorar la diferenciació del color i la vitalitat del color per a persones amb daltonisme. Un estudi del National Center for Biotechnology Information (que forma part de la National Library of Medicine dels Estats Units, una branca del National Institutes of Health) del 2018 va avaluar l'eficàcia d'aquests tipus d'ulleres per millorar la visió del color dels participants. Els investigadors van trobar que les ulleres EnChroma van canviar una mica la percepció dels colors que els participants ja podien veure. Tanmateix, les ulleres no van poder millorar les proves de diagnòstic ni restaurar la visió normal del color.

## Inconvenients
Les diferents formes de dicromàcia vermella poden variar de lleu a greu. Per exemple, la protanomàlia és més lleu que la protanopia i, en general, no causa molts problemes a la vida diària. La protanopia, sent la forma més severa de daltonisme vermell-verd, provoca una percepció significativament diferent del vermell i el verd.
Els qui pateixen aquesta condició perceben el color vermell en escala de tons beix, cosa que pot ser molt confosa a l'hora d'interactuar amb el món exterior. És sabut que el color vermell és usat comunament per cridar l'atenció dels éssers humans i transmetre un missatge d'alerta. Per tant, la manca del vermell al camp visual pot representar un perill per a les persones amb protanopia. No percebre correctament el color vermell al camp visual representa un problema delicat per desenvolupar-se normalment en el nostre dia a dia, ja que el color vermell és símbol per excel·lència d'alerta o stop, com passa als semàfors de trànsit i la majoria de senyals.